# Marta Dymek

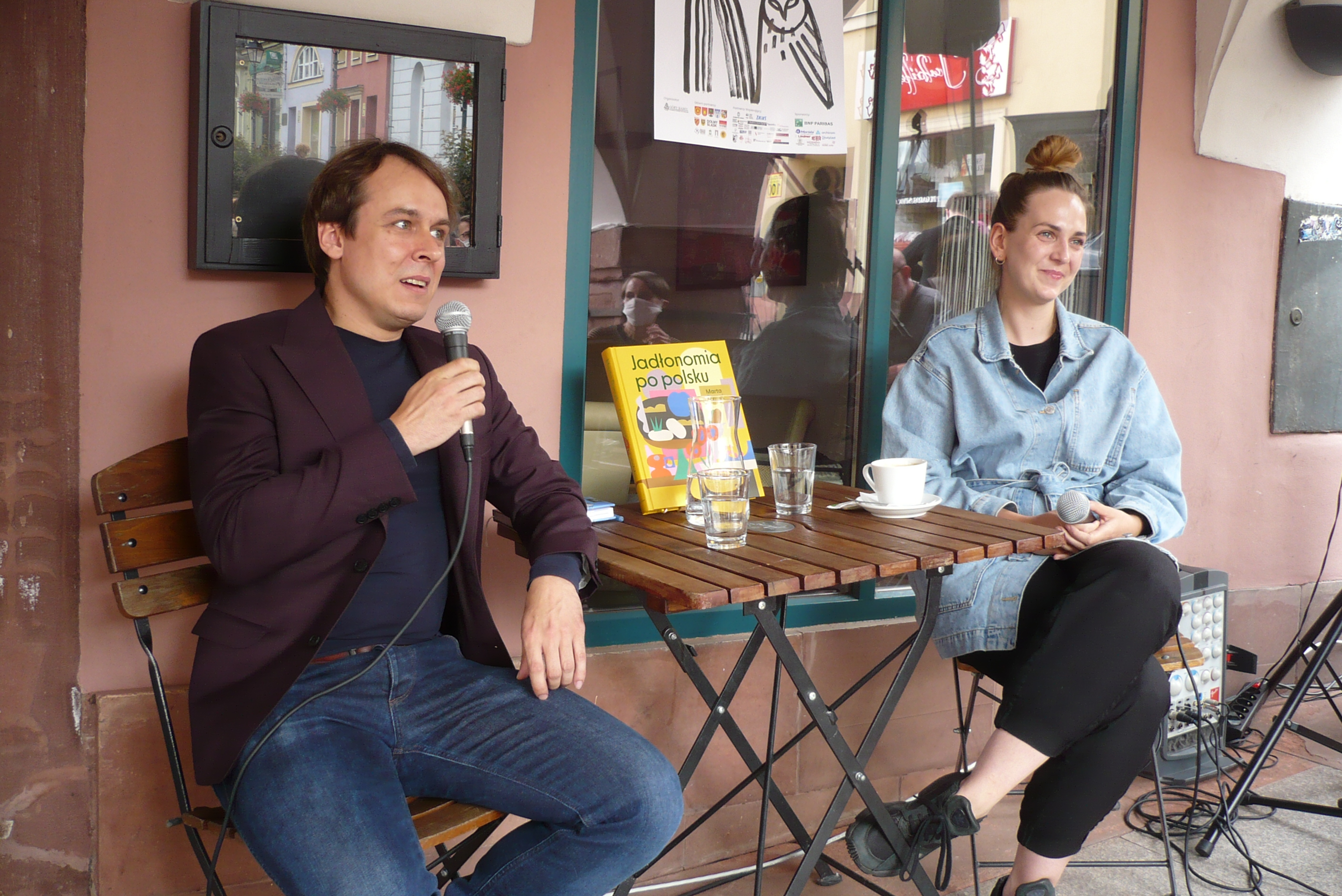
Zbyszko Fingas, Marta Dymek, VI Festiwal Góry Literatury, Nowa Ruda, 2020

Marta Teresa Dymek-Boniecka (ur. 3 lipca 1990 we Wrocławiu) – polska kucharka, autorka książek kulinarnych i bloga „Jadłonomia” oraz aktywistka na rzecz weganizmu. Publicystka i kulturoznawczyni.

## Życiorys

### Młodość
Urodziła się i wychowała we Wrocławiu. Jest absolwentką XIV Liceum Ogólnokształcącego we Wrocławiu, studiowała na Międzywydziałowych Indywidualnych Studiach Humanistycznych na Uniwersytecie Wrocławskim oraz na gender studies przy Instytucie Badań Literackich Polskiej Akademii Nauk. Po studiach przeniosła się na stałe do Warszawy.

### Działalność związana z kulinariami
W 2010 założyła bloga kulinarnego „Jadłonomia”, na łamach którego dzieliła się przepisami kulinarnymi, ilustrowanymi zdjęciami. W 2013 odebrała za blog nagrodę Blog Roku w kategorii „Kulinaria”. Po otrzymaniu nagrody zadebiutowała ze swoimi przepisami w prasie na łamach Magazynu Kuchnia, prowadząc tam rubrykę, a niedługo potem wydała swoją debiutancką książkę Jadłonomia. Kuchnia roślinna. 100 przepisów nie tylko dla wegan. We wrześniu 2015 książka została pokazana w pawilonie polskim na EXPO w Mediolanie. W dwa lata książka sprzedała się w ponad 250 tysiącach egzemplarzy. Publikacja doczekała się sześciu dodruków i wciąż jest wznawiana.
Po wydaniu książki Dymek zaczęła tworzyć przepisy i artykuły, m.in. dla nowojorskiego kwartalnika kulinarnego Chickpea Magazine, Magazynu Smak, Zwierciadła, Twojego Stylu, Kukbuku i Gazety Wyborczej. Otrzymała również autorską rubrykę w czasopiśmie Kuchnia. Magazyn dla smakoszy, w kolejnych latach zaczęła na stałe publikować w Przekroju oraz Vogue Polska. W 2014 zaczęła prowadzić własny wegański program kulinarny na antenie Kuchni+, zatytułowany Zielona Rewolucja Marty Dymek. Był to pierwszy pełnoformatowy wegański program o gotowaniu w Polsce. W 2018 nagrano szósty sezon programu, który został zrealizowany w Tajlandii i jest pierwszym w Europie telewizyjnym programem podróżniczo-kulinarnym poświęconym w całości kuchni wegańskiej.
W latach 2015–2017 wykładała food studies na Uniwersytecie SWPS w Warszawie.
Prowadzony przez nią blog miesięcznie zalicza ponad milion odsłon i od kilku lat regularnie wymieniany jest jako najbardziej wpływowy polski blog kulinarny.
W 2017 ukazała się jej druga książka kulinarna Nowa Jadłonomia. Roślinne przepisy z całego świata. Pierwszy nakład książki, wynoszący 30 tysięcy egzemplarzy, wyczerpał się w 10 dni. W 2019 roku książka została wydana w Niemczech pod tytułem Zufällig vegan.
3 czerwca 2020 roku ukazała się jej trzecia książka Jadłonomia po polsku.

### Działalność społeczna
Jest ambasadorką kampanii RoślinnieJemy, która jest częścią stowarzyszenia Otwarte Klatki. Bliskie są jej idee pragmatycznego weganizmu oraz efektywnego altruizmu.

## Poglądy
Od początku swojej działalności Dymek mówi o kuchni roślinnej. Podkreśla, że w ten sposób chce zachęcać do wegetarianizmu oraz weganizmu. Pytana wprost o weganizm, podkreśla wpływ intensywnej hodowli zwierząt na środowisko oraz odwołuje się do argumentów zarówno etycznych, jak i ekologicznych oraz środowiskowych.

## Publikacje
- Jadłonomia. 100 przepisów nie tylko dla wegan (Wydawnictwo Dwie Siostry, 2014)
- Nowa Jadłonomia. Roślinne przepisy z całego świata (Wydawnictwo Marginesy, 2017)
- Jadłonomia po polsku (Wydawnictwo Marginesy, 2020)[20]